# Jan Żołnierczyk
Jan Żołnierczyk (ur. 19 grudnia 1896, zm. 1 lipca 1974) – polski działacz robotniczy i komunistyczny.

## Życiorys

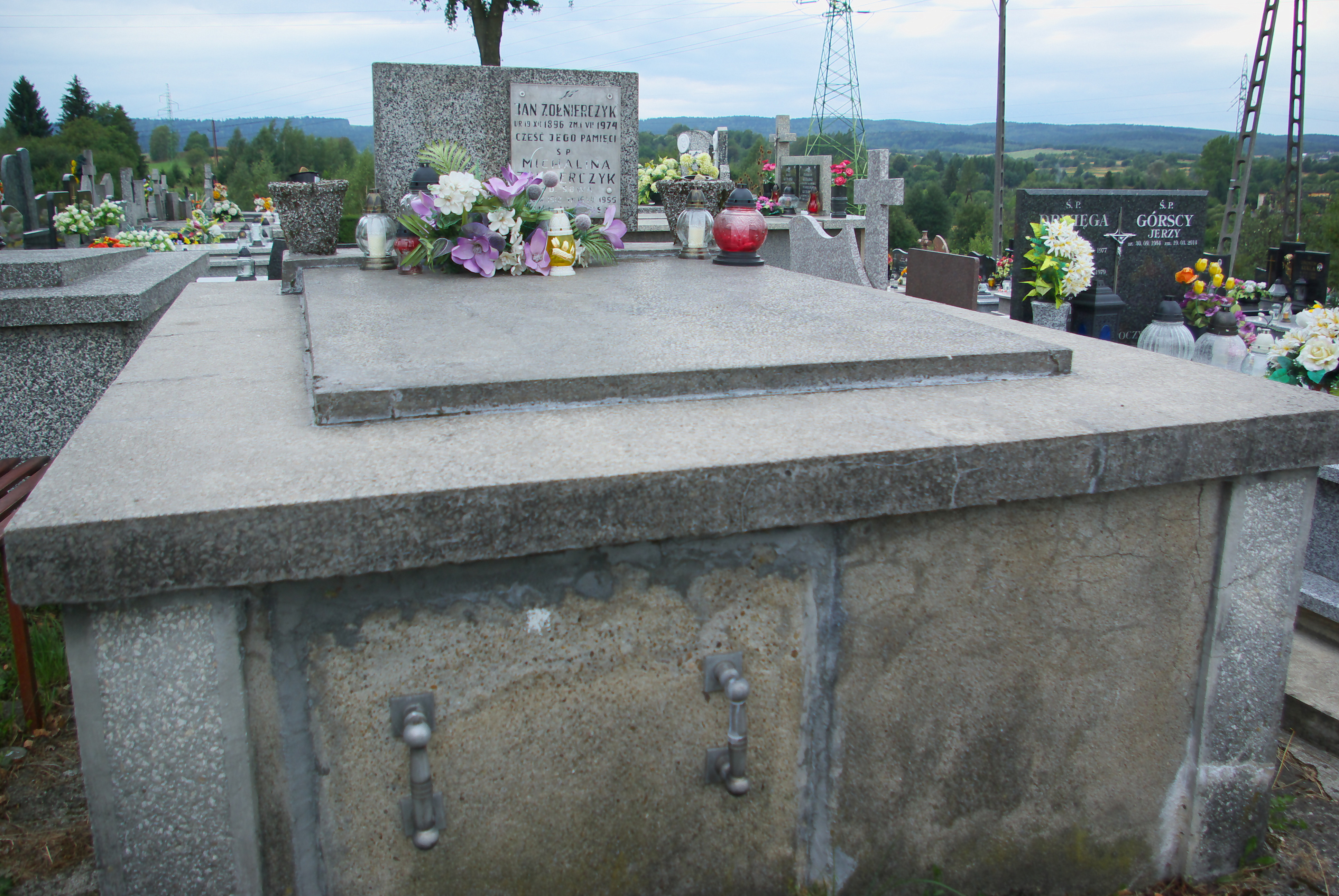
Grobowiec Jana i Michaliny Żołnierczyków

Urodził się 19 grudnia 1896 w Sanoku. Był synem Jakuba (1841-1913) i Franciszki z domu Bogaczewicz. Ukończył 4 klasy podstawowe, 3 zawodowe i DKT. Był wieloletnim pracownikiem Fabryki Wagonów i Maszyn w Sanoku (od 1958 Sanocka Fabryka Autobusów „Autosan”). W okresie zaboru austriackiego i II Rzeczypospolitej brał udział w wystąpieniach robotniczych pracowników zakładu i był organizatorem strajków. Od 1923 był działaczem KPP jako agitator. Od 1926 należał do KPZU, zajmował się organizowaniem komorek, zbieraniem składek, rozdawaniem nielegalnych pism (podlegał m.in. Janowi Huczce) i pozostawał w tej partii do jej rozwiązania w 1938. Brał udział w strajku w 1923 oraz w Marszu Głodnych 6 marca 1930. Podczas rządów sanacyjnych zwolniony z pracy. W konspiracji nosił pseudonim „Brzoza”. W okresie II wojny światowej podczas okupacji niemieckiej ukrywał się. Tuż po zakończeniu wojny podjął pracę w sanockiej fabryce. Wkrótce potem był w delegacji do Warszawy na rozmowy celem uruchomienia zakładu. W sanockim zakładzie pracował od 1944 do 1948 jako ślusarz brygadzista, od 1948 jako kontroler techniczny, od 1952 jako kierownik wydziału DKT.
W 1944 został aktywistą PPR, w tym był organizatorem struktur PPR w sanockiej Fabryce Wagonów). Później był działaczem PZPR (członek egzekutywy Komitetu Powiatowego i od 1951 Komitetu Zakładowego). Po przejściu na emeryturę był działaczem koła rencistów przy SFA, członkiem zakładowego komitetu ZBoWiD oraz działaczem Frontu Jedności Narodu. W listopadzie 1956 został wybrany członkiem obwodowej komisji wyborczej nr 4 w Sanoku.
Zmarł 1 lipca 1974 w wieku 78 lat. Został pochowany na Cmentarzu Posada w Sanoku.
Jego żoną była Michalina z domu Sowa (1912-1955). Ich syn Marian Żołnierczyk (1940-2008), także był pracownikiem Autosanu, działaczem komunistycznym oraz został posłem na Sejm PRL.

## Odznaczenia
- Krzyż Oficerski Orderu Odrodzenia Polski (1963, „za utrwalanie władzy ludowej”)[3][9]
- Krzyż Kawalerski Orderu Odrodzenia Polski[10]
- Srebrny Krzyż Zasługi (1952, „za zasługi w pracy zawodowej” wzgl. „za zasługi w odbudowie zniszczonego zakładu”)[11][3][12]
- Medal 10-lecia Polski Ludowej (1954, „za zasługi w odbudowie Polski Ludowej” na wniosek Ministra Przemysłu Maszynowego)[13][12]
- Odznaka „Przodownik Pracy” (1951, odznaka przyznana przez Centralny Zarząd Przemysłu Taboru Kolejowego)[2]
- Złota Odznaka Związku Zawodowego Metalowców (1963, „za aktywną pracę w ZZM”)[9]
- Odznaka „Zasłużony dla Sanockiej Fabryki Autobusów” (1968, „za zasługi w odbudowie i rozwoju SFA”)[10][9]